# Марігат
Марігат — невелике містечко в окрузі Барінго, Кенія. Населення станом на 2019 рік складало 9,395 осіб.
Марігат — місто, що швидко розвивається, розташоване в низовині округу Барінго. Його економічний ріст підтримується мережею зрошення Perkerra, коли серед інших культур вирощують додаткові овочі: цибулю, перець та кукурудзу. Місто Марігат лежить лише за 20 км від знаменитих озер Барінго та  Богорія. майже посередині між ними. Ринок місцевих продуктів, таких як мед, козяче м’ясо та культурні артефакти, зростає завдяки зростанню кількості місцевих та іноземних туристів і мандрівників.
Туристи купують вироби народного мистецтва, такі як плетений каллабуш, палиця ільчамус, простирадла ільчамус та лук і стріли. Також туристи купують місцеві продукти: цибулю, помідори, мед, воду, дині, манго, банани, апельсини з іригаційної системи Parkerra, поки чекають автобуса, до іншого міста.
Марігат населений тугенами (саморами), ільчамусами та західними громадами покотів, які переважно є скотарями.